# Toi8
Toi8, född 8 oktober 1976, är en japansk konstnär som var mest känd för att arbeta med anime som .hack//The Movie och videospel som Tokyo Mirage Sessions ♯FE.

## Biografi
Toi8 föddes i Kumamoto prefektur i Japan och tog examen från Yoyogi Animation College. Även om han arbetade som animeillustratör i ungefär två år, slutade han på sitt företag efter ungefär ett år. Han blev fascinerad av sina originalteckningar och frilansillustratör. Han debuterade som illustratör på "Fancy Tokyo Hundred Scenery" som publicerades 2002. Ursprunget till hans alias är hans födelsedag: 8 oktober. Innan dess använde han pseudonymen "Q8".fsdfadfs